# Alexandre Prokhanov (écrivain)
Ne doit pas être confondu avec Alexandre Mikhaïlovitch Prokhorov.
Alexandre Andreïévitch Prokhanov (en russe : Александр Андреевич Проханов), né le 26 février 1938 à Tbilissi, est un journaliste et écrivain russe. Il se considère comme patriote socialiste. Il fait de nombreuses apparitions sur les plateaux de télévision russe.

## Biographie
Il naît en Géorgie soviétique où sa famille descendant de moloques réside depuis plusieurs générations. Son grand-oncle, Ivan Prokhanov, membre de l'Alliance baptiste mondiale, émigre dans les années 1920. Le cousin germain du père d'Alexandre Prokhanov est le fameux botaniste Iaroslav Prokhanov, victime de la répression stalinienne. Alexandre Prokhanov termine l'institut d'aviation de Moscou en 1960, puis devient ingénieur dans une usine du ministère de la Défense. Il commence à écrire de la poésie et de la prose. Il publie dans la Literatournaïa gazeta à partir de 1968. Il devient membre de l'union des écrivains soviétiques en 1972. Prokhanov travaille à partir de 1970, comme journaliste correspondant de la Pravda en Afghanistan, au Nicaragua, en Angola et au Nagorny-Karabakh, entre autres pays, terrains d'affrontement de l'époque brejnevienne entre l'Est et l'Ouest. Il est le premier aussi à atteindre et à couvrir en 1969 le conflit frontalier sur l'Oussouri à la frontière de l'URSS et de la Chine. Depuis 1971, il a publié une quarantaine d'ouvrages, des romans ou des essais politiques. Il est le dernier rédacteur en chef de 1989 à 1991 de la revue Littérature soviétique (Sovietskaïa literatoura), publié en neuf langues dans une centaine de pays.
Il fonde en 1990 un journal d'opposition intitulé Den (en français Le Jour) dont il tient le poste de rédacteur en chef. Ce quotidien s'oppose radicalement à la perestroïka. Il prend le parti des putschistes pendant le putsch d'août 1991. Le ministère de la Justice interdit la parution de Dien qui reparaît sous une autre formule en 1993 en hebdomadaire et s'intitule Zavtra (en français Demain). Il existe toujours aujourd'hui. Le journal s'oppose à cette époque frontalement à la politique de Boris Eltsine, mais il n'est lu que par une frange radicale. Prokhanov est totalement marginalisé dans les années 1990. Zavtra a défendu dans les années 2000 le parti communiste russe, ainsi que le parti Rodina (disparu aujourd'hui), atteignant un tirage de 100 000 exemplaires.
Son thriller politique paru en 2002 chez Ad marginem et intitulé Monsieur Hexogène (en russe : Господин Гексоген) reçoit le prix national du bestseller russe en 2002.
Politiquement, il a conseillé le chef du parti communiste russe, Guennadi Ziouganov, lorsqu'il s'est porté candidat à la présidence de la république en 1996. Ses positions parfois extrêmes sont aujourd'hui combattues par une grande frange de l'éventail politique et médiatique russe. Au début des années 2000, il s'oppose à Vladimir Poutine. Il dénonce la social-démocratie comme une maladie de vieillards. Il se considère comme défenseur de l'imperium anciennement soviétique et n'a de cesse de dénoncer les oligarques russes. Prokhanov est le fondateur et président d'un laboratoire d'idées nommé le club d'Izborsk aux thèses patriotiques et de défense de l'idée de Grande Russie. Il reçoit le prix Bounine en 2009, pour La Symphonie du Cinquième empire.
Alexandre Prokhanov est un soutien de l'invasion de l'Ukraine par la Russie. Il compose notamment un opéra-rock en soutien à l'armée russe, joué dans une usine de chars. En raison de son influence, notamment au sein du club d'Izborsk, il est parfois considéré comme ayant inspiré  idéologiquement l'invasion.

## Vie privée
Alexandre Prokhanov est marié. Il a deux fils et une fille.

## Publications
- 2002 : Monsieur Hexogène, prix national du bestseller en Russie en 2002
- 2007 : La Symphonie du Cinquième empire
- 2008 : Derrière les barrières de la Roubliovka (traduit en allemand sous le titre de Jenseits russischer Villenzäune  (ISBN 9783837010541))

Plusieurs livres significatifs d'Alexandre Prokhanov sont traduits à ce jour (2015) en allemand, en anglais, en polonais, en tchèque, en bulgare, en espagnol, en néerlandais, en chinois, et en irlandais gaélique, mais pas encore en français...